# Turzyca dwupienna
Turzyca dwupienna(Carex dioica L.) – gatunek rośliny z rodziny ciborowatych. W Polsce rośnie w rozproszeniu na niżu i na niższych położeniach górskich, od 2014 r. znajduje się pod ochroną.

## Rozmieszczenie geograficzne
Występuje w Azji (na Syberii i Ałtaju) i w Europie. W Polsce występuje w rozproszeniu na terenie całego kraju. Największe skupienie stanowisk znajduje się na Pojezierzu Pomorskim i Mazurskim oraz Dolnym i Górnym Śląsku. Rzadziej spotykany na Nizinie Mazowieckiej i w południowo-wschodnich regionach kraju. W Karpatach występuje tylko w ich części zachodniej: na Działach Orawskich, w Gorcach, w Rowie Podtatrzańskim i na Pogórzu Spisko-Gubałowskim.

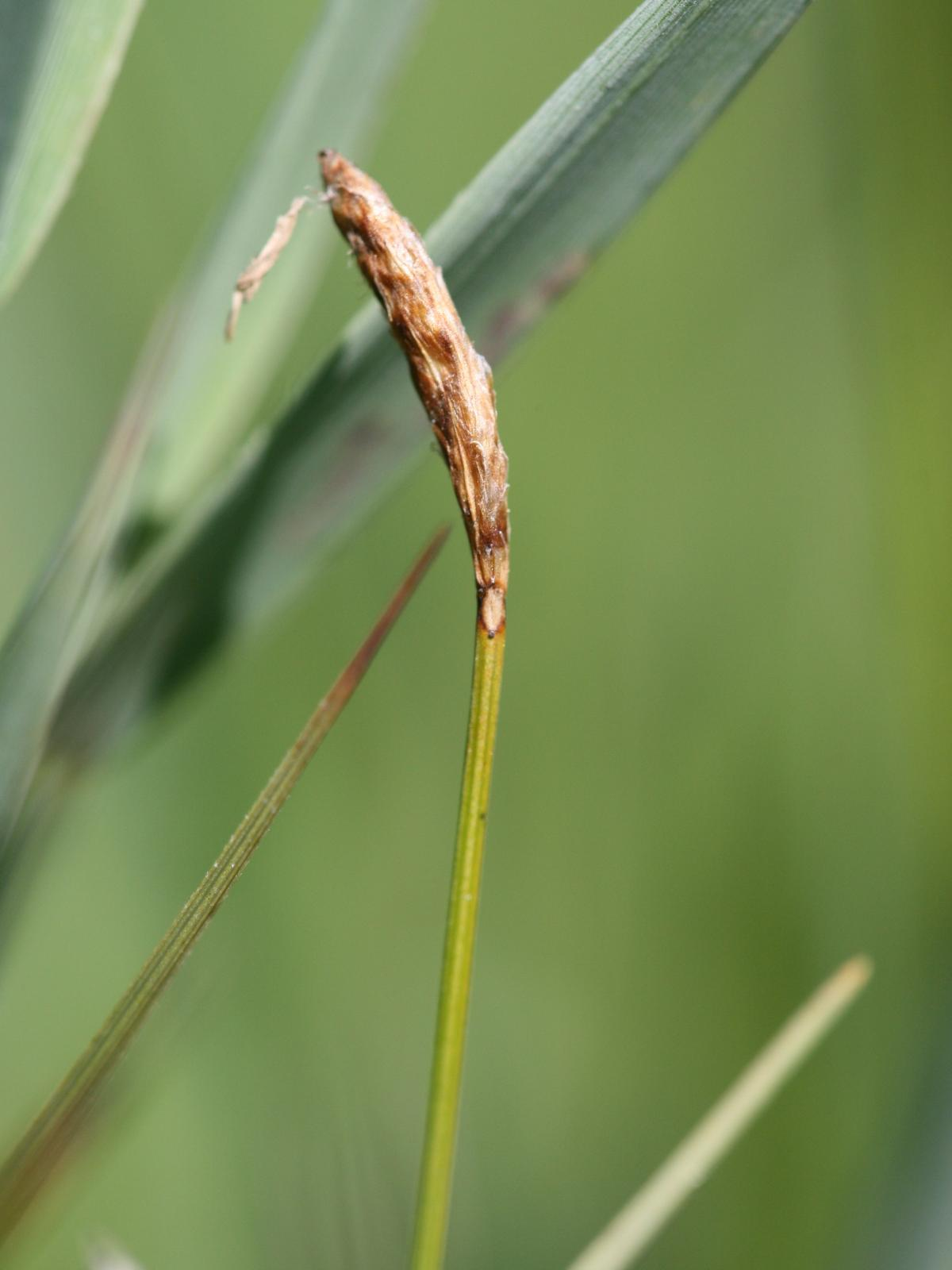
Kłos męski
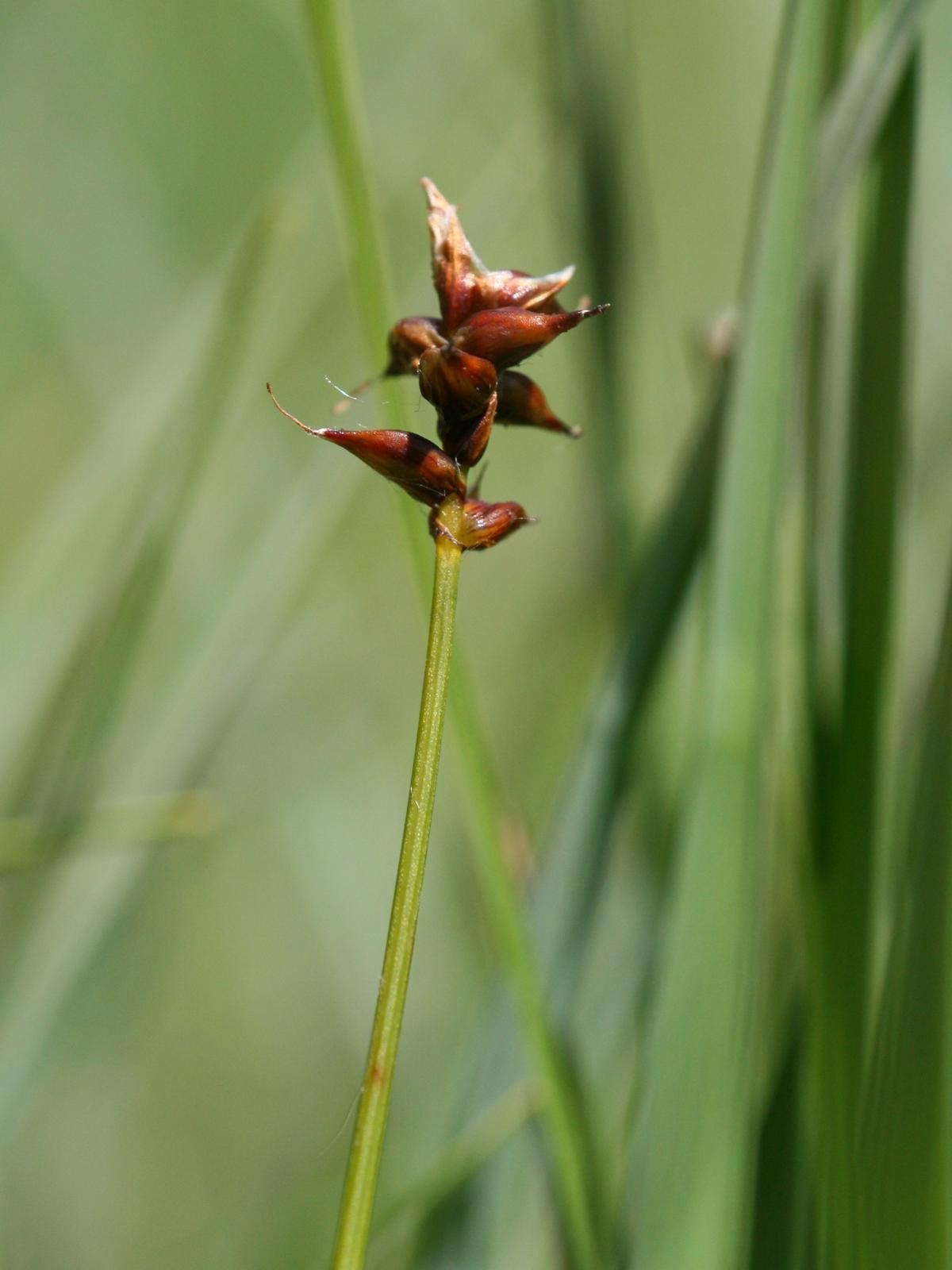
Kłos żeński
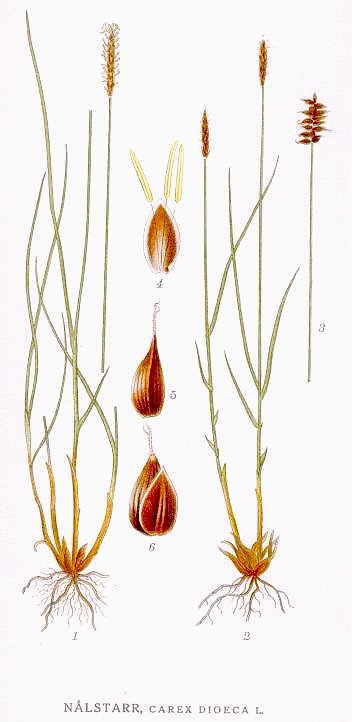
Morfologia

## Morfologia
ŁodygaRoślina wytwarza nieliczne, wzniesione i gładkie łodygi o wysokości 5–30 cm. Kłącze długie, bardzo cienkie, z rozłogami.
LiścieKrótsze od łodyg, szydlaste, rynienkowate, o szerokości do 1 mm.
KwiatyZebrane w jeden szczytowy kłos bez podsadek. Na żeńskich kłosach kwiaty i owoce gęsto upakowane. Przysadki trwałe, szerokojajowate, o długości 3–4 mm, koloru czerwonobrunatnego z białym rąbkiem. Pęcherzyki jajowate z krótkim dzióbkiem, dłuższe od przysadek. Po dojrzeniu ich szczyty zagięte są w górę. Kwiaty żeńskie z jednym słupkiem o dwóch znamionach wychylających się z pęcherzyka. Kwiaty męskie z trzema pręcikami, o podłużnych, tępych, jasnobrązowych podsadkach dorastających do 3 mm długości i 1 mm szerokości.
OwocePojedyncze orzeszki zamknięte w pęcherzykach. Są one elipsoidalnie soczewkowate, obustronnie zaostrzone, o rozmiarach 1,5 na 1 mm.

## Biologia i ekologia
Bylina, geofit ryzomowy. Rośnie na torfowiskach wysokich i przejściowych, na glebach o dużej ilości substancji organicznej. Roślina dwupienna (rzadko jednopienna), kwitnie w kwietniu i maju. Gatunek charakterystyczny dla O/All. Caricetalia davallianae i Ass. Valeriano-Caricetum. Liczba chromosomów 2n = 52.
Tworzy mieszańce z turzycą brunatną (Carex brunnescens), t. Davalla (C. davalliana), t. gwiazdkowatą (C. echinata), t. siwą (C. canescens) i t. torfową (C. heleonastes).

## Zagrożenia i ochrona
W Polsce gatunek zagrożony jest głównie w Karpatach. Mimo tego, że znajduje się tam dość wiele jego stanowisk, są one bardzo rozproszone i złożone z niewielu osobników. W górach głównym zagrożeniem dla turzycy dwupiennej jest zaprzestanie koszenia łąk, co skutkuje zagłuszaniem jej przez wyższą roślinność trawiastą. Zagrożona jest także przez osuszanie młak, na których występuje. Gatunek został umieszczony na Czerwonej liście roślin i grzybów Polski (2006) w kategorii zagrożenia V (narażony). W wydaniu z 2016 roku otrzymał kategorię VU (narażony). Od 2014 roku jest objęty w Polsce ochroną częściową.